# Ladins Dolomites
Ladins Dolomites (LD) ist der Name einer italienischen Kleinpartei in Südtirol. 

## Werdegang
Ihre Ursprünge entstammen der 1993 gegründeten Bewegung Ladins, die ein Versuch war, für die ladinische Minderheit eine Sammelpartei aufzubauen. Bereits in ihrem Gründungsjahr konnte die Bewegung mit Carlo Willeit einen Sitz im Südtiroler Landtag erringen. In den folgenden Jahren konnte sie auch auf kommunaler Ebene Erfolge verzeichnen. Später wurde die Bewegung in Moviment Politich Ladins umbenannt. 
Bei den Landtagswahlen 1998 kandidierte Willeit auf einer gemeinsamen Liste mit der Demokratischen Partei Südtirols und konnte erneut ein Mandat erringen. 2003 scheiterten die Ladins jedoch mit einem Stimmenanteil von nur 1,4 %. 
2004 organisierte sich die Bewegung neu und wandelte sich in eine Partei um. 2008 erhielt die Partei ihren jetzigen Namen. 2013 bildeten die Ladins Dolomites ein Bündnis mit den Parteien BürgerUnion und Wir Südtiroler, durch das der Abgeordnete Andreas Pöder (BürgerUnion) in den Landtag einziehen konnte. Bereits im März 2014 kündigte Pöder das Bündnis jedoch wieder auf.